# Erdmannhausen
Erdmannhausen település Németországban, azon belül Baden-Württembergben. Lakosainak száma 5318 fő (2023. december 31.).

## Népesség
A település népessége az elmúlt években az alábbi módon változott:
| Lakosok száma | 2744 | 3248 | 3920 | 4027 | 4155 | 4752 | 4814 | 4795 | 4802 | 5318 |
|               | 1961 | 1967 | 1974 | 1980 | 1987 | 1993 | 2000 | 2006 | 2013 | 2023 |